# Tungnaá
Le Tungnaá est une rivière située au sud de l'Islande. Elle prend sa source à l'ouest du Vatnajökull et se jette dans le Þjórsá, qui est le plus grand fleuve islandais. 
De nombreux barrages se situent sur le cours de cette rivière: d'amont en aval Sigalda (150 MW), Hrauneyjafoss (210 MW) et Sultartangi (120 MW) lors de sa confluence avec la Þjórsá. Notons aussi la centrale hydroélectrique de Vatnsfell (90 MW) située sur un des affluents de la Tungnaá. Ainsi, avec plus de 500 MW, cette rivière constitue une des principales sources d'électricité du pays.

## Référence
1. ↑  (en) « Iceland in statistics » (consulté le 5 juin 2011)